# Ставчаны (Днестровский район)

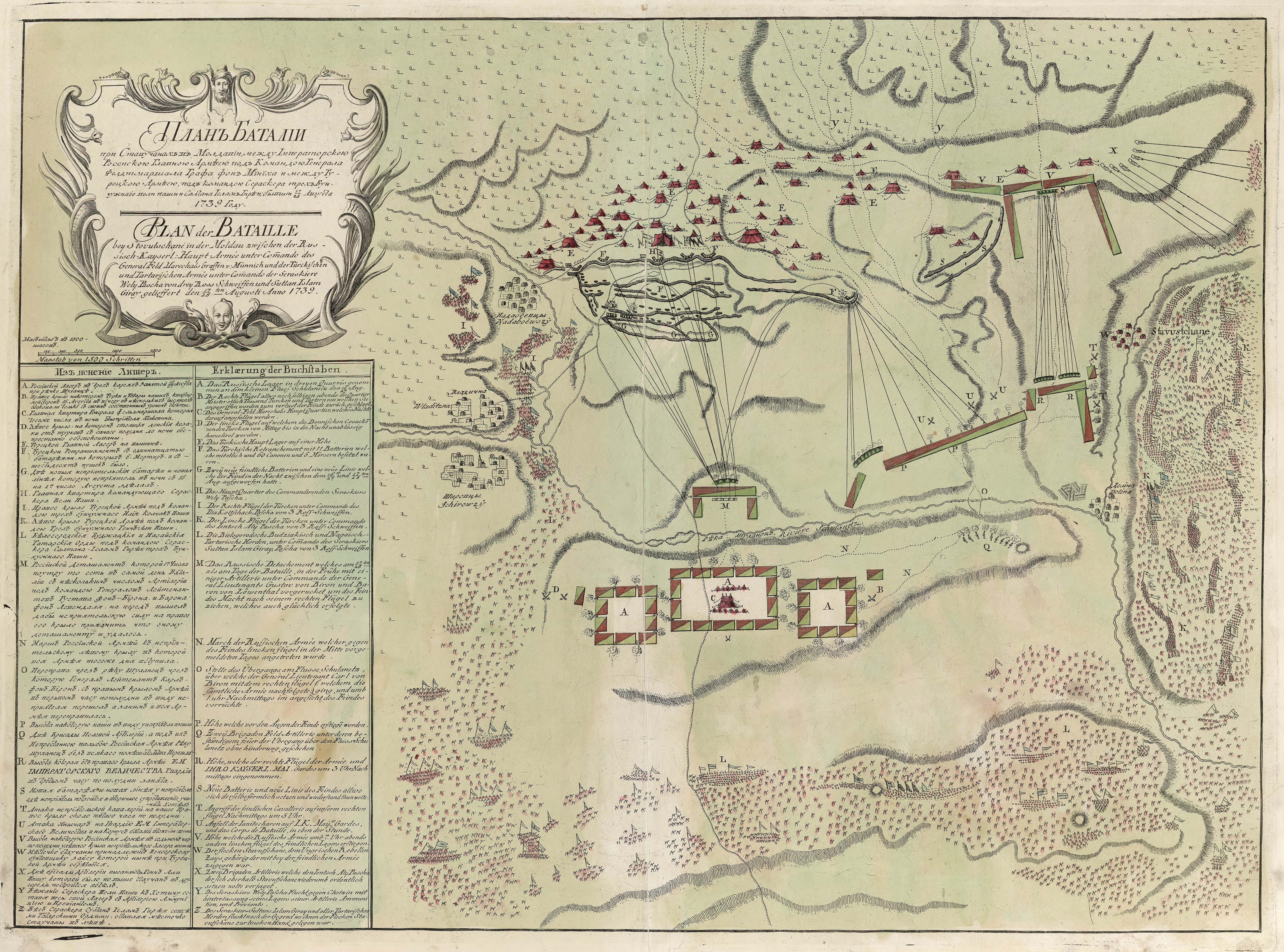
Ставучаны на Плане Ставучанского сражения 17 (28) августа 1739 года.

Ставча́ны (укр. Ставчани) — село в Недобоевской сельской общине Днестровского района Черновицкой области Украины.
Ранее село Ставучан.

## История
Молдавское село Ставучан имеет длительную историю. Так недалеко от него, 17 (28) августа 1739 года, произошло освободительное сражение Русской армии с Османской армией, которое вошло в историю России под названием Ставучанского.
До 2020 года входило в Хотинский район
Население по переписи 2001 года составляло 1 980 человек. Почтовый индекс — 60044. Телефонный код — 3731. Код КОАТУУ — 7325088801.